# Moonblood
Moonblood was een Duitse blackmetalband vanaf 1994 tot 2003.

## Biografie

### Demoniac
De geschiedenis van Moonblood begint rond 1993 met de band Demoniac. Weinig is bekend van deze band, in ieder geval staat vast dat Occulta Mors in Demoniac drumde, andere bezettingen zijn met Necromanic, L.O.N.S. en Gaamalzagoth. Demoniac nam in totaal één demo op.

### Nieuwe naam
Hoe dan ook in 1994 veranderde Demoniac zijn naam in Moonblood en zou de bezetting, bestaande uit Occulta Mors en Gaamalzagoth, voor de komende tien jaar vastgelegd worden. De stijl die Moonblood aanvankelijk speelde leek erg veel op de oude Bathory, maar langzaam veranderde dit in een zeer melodische (alhoewel nog steeds ondergeproduceerde) vorm van black metal.
In totaal nam Moonblood zo een twintig rehearsals, vijf demo's en twee studioalbums op. Daarnaast werden er nog diverse splits met andere internationale bands uitgebracht. Noemenswaardig is dat de band nog nooit iets op cd-formaat heeft uitgebracht, alle (officiële) Moonblood werken zijn uitsluitend te vinden op cassettebandjes en langspeelplaten. Tevens noemenswaardig, en waarschijnlijk een van de redenen waaraan de band haar cultimago van heeft, is dat de meeste Moonblood-werken gelimiteerd zijn tot maar 50 of 100 stuks. Sommige platen van Moonblood worden daardoor dan ook voor letterlijk honderden euro's verkocht op veilingsites als e-Bay.

### Einde
In 2003, kort nadat Dusk Woerot uitkwam, besloot de band om ermee te stoppen vanwege de te commercieel geworden black metal scene. Enkele splits, compilaties en een laatste album end all life stonden nog gepland, maar deze zijn nooit uitgekomen. Occulta Mors is na het einde van Moonblood weer verdergegaan met zijn soloproject Nachtfalke. Gaamalzagoth heeft zich helemaal teruggetrokken uit de blackmetalscene.

### Nevenprojecten
Naast Moonblood hadden de bands nog enkele andere projecten. Van 1995 tot 1996 vormden zij Ravenclaw een rauw blackmetalproject waarin ze twee demo's uitbrachtten. In 1996 beëindigden ze Ravenclaw, maar reeds in 1997 begonnen ze aan hun nieuwe project Azaxul waarin ze twee demo's én een split met S.V.E.S.T. uitbrachtten. Reeds in 1996 begon Occulta aan zijn soloproject Nachtfalke.

## Laatste bezetting
- Tino "Occulta Mors" Mothes - Alle instrumenten
- M. "Gaamalzagoth" Schmat - Vocalen

## Discografie

### Studioalbums
- 1997 - Blut & Krieg
- 2000 - Taste Our German Steel

### Demo's en rehearsals
- 1994 - Moonblood
- 1994 - Rehearsal 1 - My Evil Soul
- 1994 - Rehearsal 2 - The Evil Rules
- 1994 - Nosferatu
- 1995 - Rehearsal 3 - Frozen Tears of a Vampire
- 1995 - The Winter Falls over the Land
- 1995 - Rehearsal 4
- 1995 - Rehearsal 5 - Under the Cold Moon
- 1995 - Siegfried (Die Sage vom Helden)
- 1996 - Rehearsal 6
- 1996 - Rehearsal 7
- 1996 - Rehearsal 8 - Conquering The Ravenland
- 1996 - Rehearsal 9 - Unpure Desires of Diabolical Lust
- 1997 - Rehearsal 10
- 1997 - Rehearsal 11 - Worshippers of the Grim Sepulchral Moon
- 1998 - Rehearsal 12
- 2003 - Dusk Woerot

### Ep's, splits en singles
- 1996 - Split-ep met Nema
- 1998 - Split-ep met Asakku
- 1998 - Split-cassette met Evil (Fuck Peace! We're at War!)
- 1999 - Split-ep met Inferno
- 2000 - Split-lp met Deathspell Omega (Sob A Lua Do Bode/Demoniac Vengeance)
- 2001 - Split-ep met Katharsis